# Grenville (Quebec)
| Greenville                          |                |
|                                     |                |
| Coordenadas: 45°37′37"N, 74°36′11"O |                |
| Província                           | Quebec         |
| Prefeito                            | Ronald Tittlit |
|                                     |                |
| Área                                |                |
| - Cidade                            | 3,05 km²       |
| Fuso horário                        | UTC -5/-4      |
| População (2006)                    |                |
| - Cidade                            | 1334           |
| - Densidade                         | 437 hab/km²    |

Grenville é um município da província do Quebec, Canadá, na municipalidade regional do condado de Argenteuil da região administrativa de Laurentides\.
Os primeiros colonos se instalaram na região em 1810. A construção do canal de Carillon entre 1819 e 1834 impulsionou a criação do município.
|  |